# Władysław Gędłek
Władysław Gędłek (ur. 15 czerwca 1920 w Krakowie, zm. 28 lutego 1954 tamże) – piłkarz (prawy obrońca), reprezentant Polski, olimpijczyk.

## Życiorys
Z zawodu kierowca. Karierę piłkarską rozpoczynał w Krowodrzy, gdzie grał w latach 1935-39. Był uczestnikiem konspiracyjnych rozgrywek w czasie okupacji. Po zakończeniu wojny trafił do Cracovii, w której grał od 1945 do śmierci.
Kandydat do reprezentowania barw "Reszty Świata" w oficjalnym meczu FIFA w 1953. Olimpijczyk z Helsinek 1952 wystąpił w obu rozegranych przez polską drużynę meczach, 20-krotny reprezentant Polski (w latach 1949-1953).
Zmarł 28 lutego 1954 w Krakowie, popełniając samobójstwo z nieznanych przyczyn, kilka godzin po występie w meczu sparingowym.